# Luminița Păun
Luminița Păun este o artistă vizuală română contemporană, cunoscută pentru lucrările sale simbolice, pline de feminitate mitologică, forță viscerală și energie poetică.

## Biografie
Luminița Păun s-a născut la 16 martie 1965 în România. A descoperit pictura ca o formă profundă de comunicare interioară, transformând-o treptat într-un proces de exprimare personală, poetică și ritualică. Nu a urmat o linie academică rigidă, ci a cultivat un stil intuitiv, exploratoriu, inspirat de introspecție și simbolism.

## Stil artistic
Lucrările Luminiței Păun se remarcă printr-o paletă cromatică intensă, tehnici mixte și o abordare spontană. Artista combină acrilic pe pânză cu foiță metalică, ceramică și plastic, aplicând materia picturală cu pensula sau cuțitul de paletă pentru a obține texturi bogate, expresive.
Stilul său este adesea comparat cu cel al unor maeștri precum Gustav Klimt, Frida Kahlo sau Vincent van Gogh, dar transpus într-o sensibilitate contemporană, viscerală și profund personală. Simboluri precum inima, cercul, animalele totemice sau formele fluide apar recurent, făcând din fiecare lucrare o meditație vizuală asupra feminității, vulnerabilității și curajului.

## Expoziții

### Allegria (2025)
Expoziția Allegria, organizată în martie 2025 la București, a adus în prim-plan lucrări dedicate luminii, bucuriei și optimismului. A fost intens reflectată în presă, fiind considerată un manifest vizual pentru arta ca spațiu de vindecare interioară.